# Thyrateles mormonus
Thyrateles mormonus är en stekelart som först beskrevs av Cresson 1877.  Thyrateles mormonus ingår i släktet Thyrateles och familjen brokparasitsteklar. Inga underarter finns listade i Catalogue of Life.